# خزانة القرويين
خزانة القرويين هي مكتبة جامع القرويين بمدينة فاس. يرجع تاريخ إنشائها إلى منتصف القرن الثامن الهجري.
كانت في البداية مكتبة صغيرة أنشئت إلى جانب جامع القرويين لمساندة مهمته في التدريس، إلى أن قام السلطان المريني أبو عنان بالاعتناء بها رسميا عام 750 هـ/1349 م، ووضع لها قانونا للقراءة والمطالعة والنسخ وزودها بكتب نفيسة في مختلف العلوم والفنون.
مكتبة خزانة القرويين تحوي كنوزا ثمينة من المخطوطات النادرة وتشكل موردا عذبا للطلاب والباحثين.
تشكل خزانة القرويين بمدينة فاس تراثا معرفيا وحضاريا خصبا ووجهة علمية فريدة للباحثين العرب والاجانب الذين يشدون إليها الرحال للنهل من علمها.
ويعود الفضل في اقامة الخزانة العريقة إلى السلطان المغربي ابي عنان المريني سنة 750 هجرية، وقد زودها برصيد من الكتب والمؤلفات القيمة والنادرة.
واضاف إليها السعديون خلال القرن الـ16 الميلادي كتبا كثيرة نقلوها من الخزانة المرينية بالمدينة نفسها واغنوها بمخطوطات ووثائق فريدة فتجاوزت محتوياتها 32 الف مجلد سنة 1613.
كما حافظت المكتبة الفريدة بفضل نظامها المحكم على رصيدها العلمي الذي يضم فيضا من المؤلفات والمخطوطات لكبار علماء المغرب الإسلامي كابن طفيل وابن رشد الذي اشتهر بمؤلفاته الجمة في العهد الذهبي ليعقوب المنصور.
وزينت قبة المكتبة بزخارف جصية وخشبية منقوشة على الطراز الفني الاصيل تفصح عن مدى تأثر الفن المعماري المغربي بالإبداع الأندلسي الرفيع الذي يزهر في بيوت ومساجد المغرب الأقصى بتاريخ مجيد.
كما تتمتع المكتبة بفضاءات ساحرة مزهوة بالزخرفة الإسلامية الصوفية والفسيفساء ما يعطي للمكان قيمة تراثية عالية.
من جانبه قال محافظ الخزانة حسن هرنان ان الكثير من الطلبة والأكاديميين يترددون على المكتبة، ما يؤكد قيمتها العلمية لدى الباحثين.
واوضح هرنان ان المكتبة تحتوي حوالي 21 الف عنوان مطبوع و3350 عنوان مخطوط قيم.
وتابع ان «قيمة الخزانة تكمن في توفرها على أقدم مخطوط ويعود إلى القرن الثاني الهجري وهو كتاب» الصيغ«لابي اسحاق ابن إبراهيم الفزاري».
كما كشف عن وجود نسخة وحيدة في العالم من كتاب في الطب بعنوان «ارجوزة ابن طفيل» وهي عبارة عن كتب تتحدث عن الطب بطريقة رياضية.
واضاف هرنان ان من بين الكتب النفيسة في المكتبة «دوام التحصيل» لابن رشد الجد ويتحدث عن الخلافات الفقهية التي كانت دائرة بين الفقهاء العرب في القرن السابع الهجري.
وقال هرنان أيضا ان «اهمية المخطوط النادر تكمن في كونه مكتوبا على رق الغزال وتوجد به حوالي 365 ورقة وقد انجز في المغرب وطبع في 20 جزءا وهو من الذخائر التي تتوفر عليها المكتبة».
واشار إلى انه فيما يتعلق بصيانة محتويات المكتبة ورصيدها العلمي النفيس فانها تضم احدث مختبر للترميم على الصعيد العربي وهي الآن تساير التطور العالمي في هذا المجال من اجل الحفاظ على كنزها الثمين مستفيدة من الخبرة الأوروبية لاسيما الألمانية.
واضاف انه من اجل الحفاظ على تلك المخطوطات القيمة عمد الخبراء إلى تخزينها بطريقة الـ«الميكروفيلم» وهو ما يسهل العملية على الباحثين، والحفاظ على تلك النفائس من التلف والضياع.
وقال ان «هناك مشاريع عدة مع جامعات مغربية، خاصة مع جامعة سيدي محمد بن عبد الله بالمدينة من اجل تحويل نسخ الميكروفيلم إلى اقراص تسهيلا للبحث العلمي ومحاربة القرصنة».
واكد ان المكتبة مجهزة باحدث الوسائل التكنولوجية للحفاظ على تلك النفائس من الرطوبة والحرائق والسرقة وذلك باعتماد إستراتيجية تتماشى والمعايير الدولية.
وقال ان «الخزانة تنفتح على محيطها العالمي وذلك بالمشاركة في تظاهرات ولقاءات تراثية وثقافية دولية بهدف تبادل الخبرات والاستفادة من التجارب الدولية في ذلك المجال».